# Stephanus Schoeman

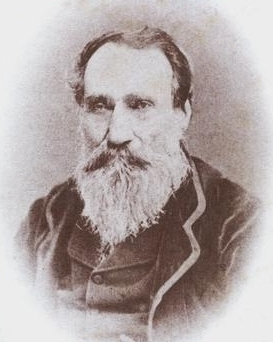
Stephanus Schoeman

Stephanus Schoeman (ur. 15 marca 1810 w Oudtshoorn, w Kolonii Przylądkowej, zm. 19 czerwca 1890 w Pretorii, w Transwalu) – burski polityk i wojskowy (generał).
Był szwagrem Pietera Johannesa Potgietera. Po jego śmierci przejął po nim władzę w Zoutpansbergu, pełnił również funkcję dowódcy pospolitego ruszenia Republiki Południowoafrykańskiej. W 1860 na czele podległych sobie oddziałów wystąpił przeciwko ubiegającemu się o prezydenturę Transwalu Marthinusowi Pretoriusowi. Do 1863 rywalizował o prezydenturę Transwalu z W. C. J. van Rensburgiem. Został pokonany przez wojska dowodzone przez Paulusa Krugera.